# Электромагнитный выключатель
Электромагни́тный выключа́тель — высоковольтный коммутационный аппарат, в котором гашение электрической дуги производится взаимодействием плазмы дуги с магнитным полем (т. н. магнитным дутьём) в дугогасительных камерах с узкими щелями (прямыми или извилистыми) или с камерами с дугогасительными решётками.
Принцип магнитного гашения дуги широко применяется в низковольтной коммутационной аппаратуре (автоматических выключателях, контакторах).

## Устройство
Электромагнитный выключатель состоит из рамы, на которой установлены на изоляторах три полюса, связанные с включающим валом диэлектрическими тягами. Каждый полюс состоит из подвижных и неподвижных контактов, на каждом из них установлена пара основных и дугогасительных контактов из металлокерамики. Сверху контактов установлена дугогасительная камера из дугостойкого материала (асбест) и керамических или стальных, покрытых слоем меди, дугогасительных пластин. Снаружи камеру охватывает П-образный магнитопровод, на которую надета дугогасительная катушка, подключаемая с одной стороны к силовой шине с неподвижным контактом, а другой — к дугогасительному рогу, располагающемуся внутри дугогасительной камеры перед пакетом из пластинами решётки; второй дугогасительный рог располагается также внутри камеры с другой стороны дугогасительной решётки и подключается ко второму выводу выключателя. Для лучшего гашения дуги при коммутации малых токов может быть предусмотрено в конструкции устройство автопневматического поддува (состоящего из поршня и цилиндра, механически соединённых с силовыми контактами). Кроме того выключатель укомплектовывается приводом (обычно пружинно-моторного типа), который по сигналам во вторичной цепи производит коммутацию силовых контактов посредством вращением включающего вала.

## Принцип действия
При подаче сигнала на отключение происходит поворот вала и движение через тяги передаётся подвижным контактам, при этом сначала размыкаются основные контакты, затем — дугогасительные. Образующаяся электрическая дуга под действием собственных электродинамических сил движется вверх по дугогасительным рогам, при этом выдавливаясь в сторону решётки, кроме того дуга замыкает цепь дугогасительной катушки (через дугогасительные рога), магнитное поле которой ещё сильнее ускоряет дугу (т. н. «магнитное дутьё»). Попадая в решётку дуга разбивается на множество малых дуг (между пластинами решётки), которые начинают двигаться вверх независимо и быстро гаснут (за счёт отдачи тепла пластинам и деионизации; за счёт прикатодного падения напряжения увеличивается напряжённость электрического поля в дуги — см. подробнее Дугогасительная камера). Вверху дугогасительной камеры может располагаться пластины второй решётки, (т. н. «пламегасительная решётка»), для исключения выхода ионизированной плазмы вне аппарата и перекрытия ей токоведущих частей. При малых токах отключения электродинамические силы могут быть малы и не способны выдавить дугу в решётку и для этих целей иногда применяется автопневматический поддув в виде струи сжатого воздуха, которая осуществляет охлаждение и деионизацию электрической дуги.

## Преимущества
Полная взрыво- и пожаробезопасность (в отличие, например, от масляных выключателей), не используется сложная пневматическая система, малый износ дугогасительных контактов, возможность использования в установках с частыми коммутациями, относительно высокая отключающая способность.

## Недостатки
Сложность дугогасительной камеры с системой магнитного дутья, ограниченный диапазон номинальных напряжений (до 15-20 кВ), ограниченная пригодность для наружной установки.

## Применение
Электромагнитные выключатели выпускаются в основном для использования в сетях 6—10 кВ с номинальным током до 2000 А (с коммутируемой мощностью до 400—200 МВА соответственно) для внутренней установки навесного и выкатного типа — для ячеек КРУ (комплектных распредустройств).

## Изготовители
- Ровенский завод высоковольтной аппаратуры
- Чимкентский завод «Электоаппарат»[2]